# Bayou

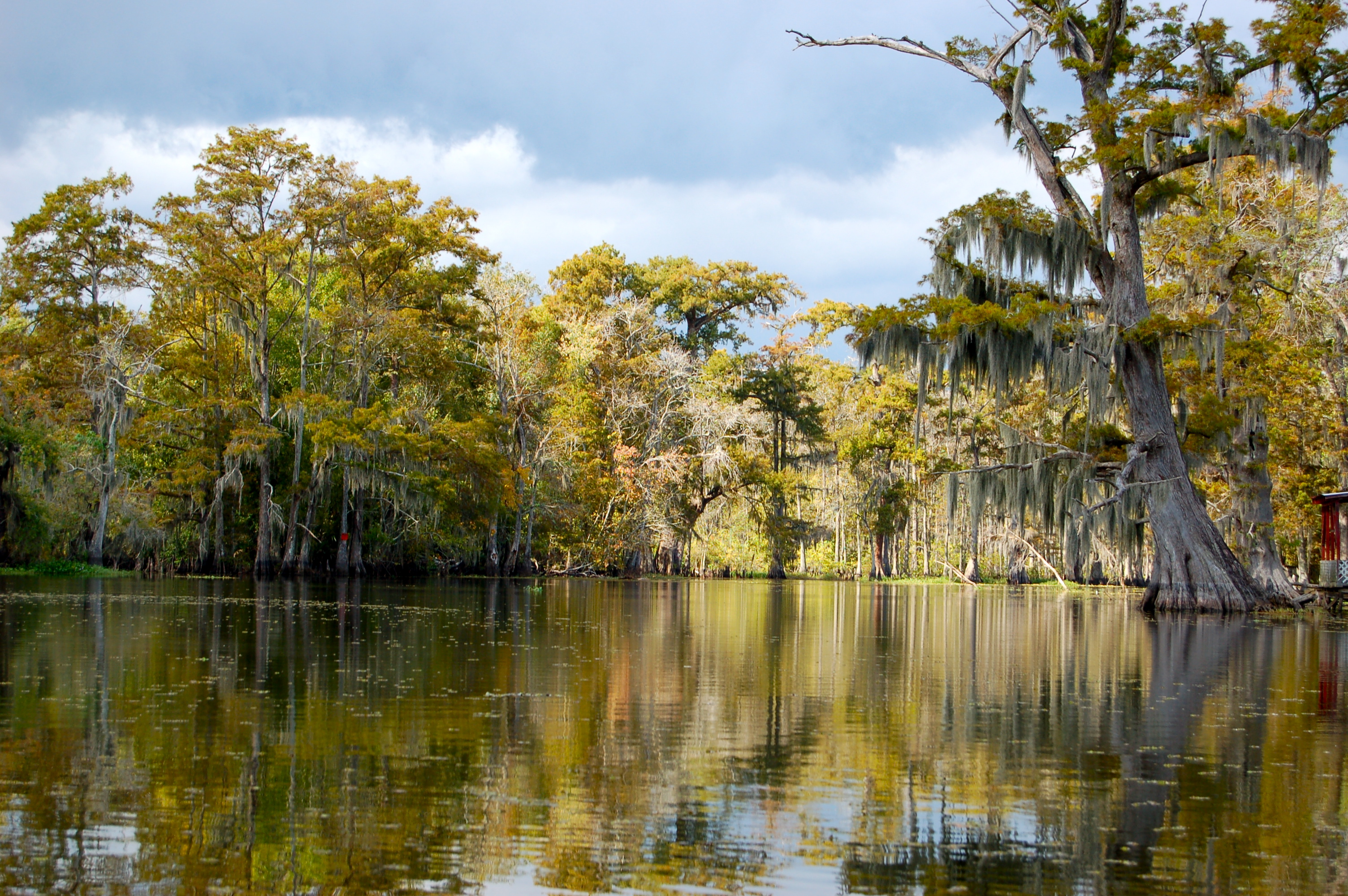
Bayou Corne in Louisiana

Een bayou  is een Franco-Engelse term voor een watermassa die typisch voorkomt in vlakke laaggelegen gebieden met een extreem traagstromende rivier, vaak met een moeilijk te definiëren oever. Bayou kan ook verwijzen naar een kreek waarvan de stroming dagelijks omwisselt door de getijden; zo'n bayou bestaat dan meestal uit brak water.
Bayous komen regelmatig voor aan de zuidelijke kust van de Verenigde Staten, meer bepaald in de Mississippi delta, waar de staten Louisiana en Texas er beroemd voor zijn, waarbij aangetekend moet worden dat de Mississippidelta het gebied is in de staat Mississippi ruwweg tussen Vicksburg en Memphis, TN. De bayou bevindt zich in de Mississippi River Delta.